# مکتب صنایع نفیسه
مکتب صنایع نفیسه یکی از نهادهای آموزش هنر در افغانستان بود که به‌همت غلام محمد میمنگی در سال ۱۳۰۲ در کابل تأسیس شد. این مکتب اولین مدرسهٔ هنری در افغانستان محسوب می‌شود.
هنرمندانی مثل غوث‌الدین خان، کریم شاه خان و خیر محمد خان یاری از این مکتب فارغ‌التحصیل شده‌اند.